# Patrick Hogan (Politiker, 1907)
Patrick Hogan (* 25. März 1907 im County Tipperary, Irland; † 5. Oktober 1972 in County Tipperary, Irland) war ein irischer Chirurg und Politiker der Fine Gael.
Er war von 1961 bis 1972 Teachta Dála (Abgeordneter) im Dáil Éireann, dem irischen Unterhaus des Oireachtas.

## Biografie
Hogan war als Chirurg tätig. Er trat erstmals bei den Wahlen 1961 an und wurde auf Anhieb in den Dáil gewählt. Diesen Sitz konnte er bei den Wahlen 1965 und 1969 verteidigen.
Er starb kurz vor den Wahlen zum Dáil Éireann 1973 im Amt.

## Quelle
- Eintrag auf der Homepage des Oireachtas